# Рамазанова, Жасмин Аллахверди кызы
Рамазанова Жасмин Аллахверди кызы (род. 25 января 1958, Тумбул) — азербайджанская актриса. Ведущая актриса и режиссёр Нахичеванского государственного музыкально-драматического театра имени Дж. Мамедкулузаде. Искусная исполнительница комических, психологических и драматических ролей, Народный артист Азербайджана (2008), член Союза театральных деятелей Азербайджана.

## Биография
Жасмин Рамазанова родилась 25 января 1958 года в селе Тунбул Бабекского района Нахичеванской Автономной Республики. В 1981 году окончила Азербайджанский Государственный Институт Искусств им. Мирза Гасима Алиева (ныне Азербайджанский Государственный Университет культуры и искусств). 
С 1981 года является актрисой и режиссером Нахичеванского Государственного музыкально-драматического театра им. Дж. Мамедкулизаде.

## Театральная деятельность
На сцене театра исполняла роли в таких пьесах, как «Шейх Сенан», «Ущелье», «Мать», «Афет» (Гусейн Джавид), «Айдин» (Джафар Джаббарлы), «Не это, а то» (Узейир Гаджибеков), «Гость на Фудзи-даге» (Чингиз Айтматов), «Черный монарх» (Александр Пушкин), «Атабеки» (Нариман Гасанзаде) и другие.

## Режиссерская деятельность
Жасмин Рамазанова также работала как режиссер. Являласт режиссёром пьес «Афет» (Гусейн Джавид) и «Моя тёща» (Джавад Чухаев).

## Сотрудничество с телевидением и радио
С начала 1980-х годов Жасмин Рамазанова активно сотрудничала с Нахичеванским Государственным телевизионным и радиовещательным комитетом. Выступала как актриса и ведущая в различных передачах, а также принимала участие в организации государственных мероприятий.

## Фильмография
- «Тяжесть обязательства» (ассистент режиссера)

## Награды и заслуги
- 1987 год — Заслуженная артистка Нахичеванской Автономной Республики
- 1999 год — Заслуженная артистка Азербайджанской Республики[2]
- 2008 год — Народная артистка Азербайджанской Республики[3]
- 2005 год — Награда Президента Азербайджанской Республики